# St.-Marien-Kirche (Barby)

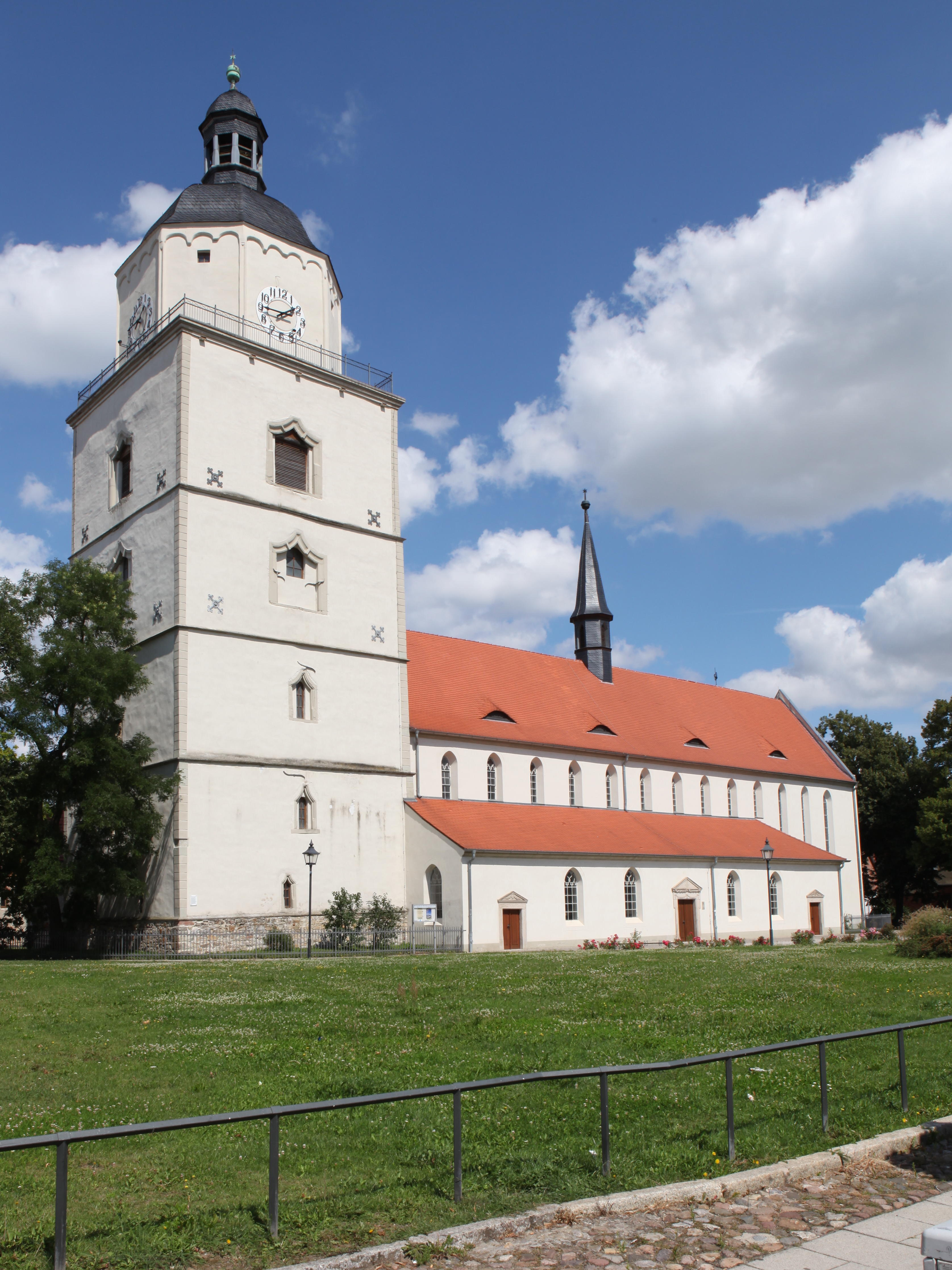
Barby, Marienkirche, Südwest-Ansicht

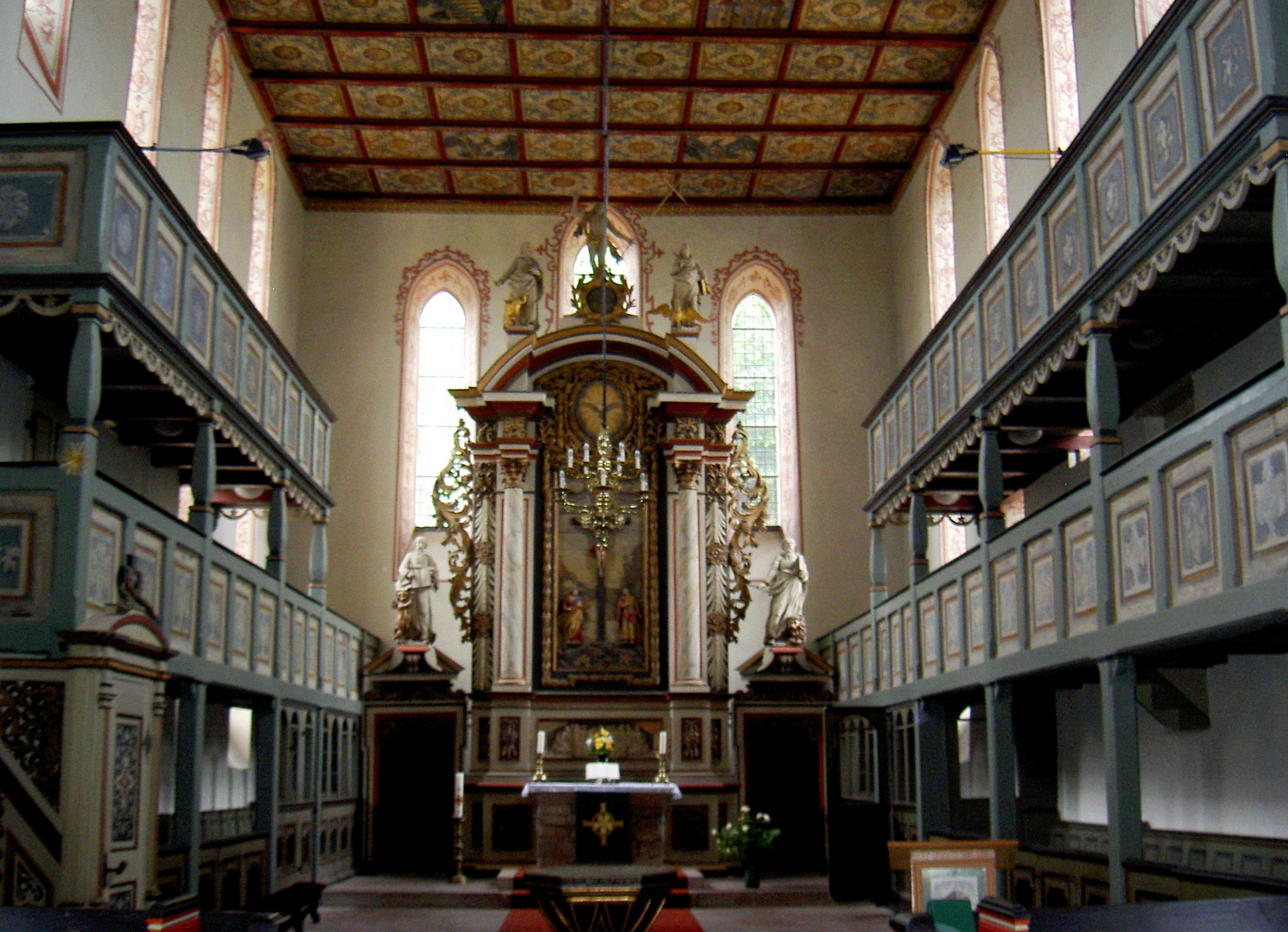
Inneres

Die St.-Marien-Kirche in Barby im Salzlandkreis in Sachsen-Anhalt ist ein evangelischer Sakralbau, dessen frühgotischer Ursprung bis in das 13. Jahrhundert zurückreicht. Die Kirche wird im Volksmund „Dicke Marie“ genannt.

## Baugeschichte
Ursprünglich wurde die Marienkirche in der zweiten Hälfte des 13. Jahrhunderts als einschiffiger langgestreckter Bau von dem Baumeister Gunthard im frühgotischen Stil errichtet. Seine Maße betrugen 42,50 × 9,70 Meter. Am 15. Mai 1505 wurde mit der Grundsteinlegung des Baues eines Westturms auf quadratischem Grundriss begonnen. Er stürzte nach etwas mehr als 50 Jahren ein und wurde zwischen 1565 und 1571 mit einer Höhe von 47 Metern wieder aufgebaut. Auf quadratischem Grundriss erhielt er vier Geschosse mit einem in rund 27 Meter Höhe liegenden Umgang und darauf noch ein eingezogenes achteckiges Obergeschoss. Während der Regentschaft von Heinrich XXVI. wurde die Marienkirche 1683 umfassend neu gestaltet, wobei die Seitenschiffe und im Osten die Sakristei angefügt wurden. In die Nord- und Südseite wurden je drei übergiebelte Portale eingelassen, die mit der Jahreszahl 1683 an den Umbau erinnern. 1711 erhielt der Kirchturm eine Schieferhaube mit Laterne, und 1719 wurde auf dem Dach des Kirchenschiffs ein schlanker Dachreiter errichtet. Nachdem noch in den 1930er Jahren umfangreiche Renovierungsarbeiten vorgenommen worden waren, musste die Kirche Ende der 1970er Jahre baupolizeilich gesperrt werden, weil Deckenbalken durchgefault und Teile der Decke herabgestürzt waren. Durch Initiative des 1994 gegründeten Barbyer Kirchbauvereins konnte die Marienkirche wieder nutzbar gemacht werden.

## Innenausstattung
Das Kirchenschiff wird im Innern von einer hölzernen Kassettendecke abgeschlossen, die mit einem Ornamentmuster bemalt ist. Wegen des späteren Anbaus der Seitenschiffe und der Sakristei reichen nur noch die jeweils zwei östlichen Seitenfenster bis anderthalb Meter über den Boden. Die Seitenschiffe sind durch drei spitzbogige Arkaden zum Mittelschiff geöffnet. In den Seitenschiffen und im Altarraum wurden hölzerne Emporen eingebaut, die zum Altar hin zweistöckig ausgeführt wurden. Auf der schmuckreich bemalten Westempore steht der barocke Orgelprospekt von Heinrich Herbst dem Jüngeren aus den Jahren 1698–1700. Das heutige Orgelwerk mit 36 Registern auf zwei Manualen und Pedal wurde 1915 von der Orgelbaufirma Wilhelm Rühlmann eingebaut und wurde 2006 umfassend saniert. Die ältesten Inventarstücke sind der sechseckige 1564 in gotischen Formen ausgeführte Taufstein und die drei 1585 gestifteten Deckenleuchter. An den Wänden sind mehrere Grabplatten aus dem 16. bis 18. Jahrhundert aufgestellt. Die barocke Kanzel ist eine Stiftung aus dem Jahre 1722. Der 1728 angefertigte Altar mit seinem hohen Säulenaufbau enthält im Mittelteil eine reliefartige Darstellung der Kreuzigungsszene und wird gesäumt von Schnitzfiguren der vier Evangelisten.
Der Kirchturm besaß einstmals sechs Glocken, heute sind noch drei erhalten, von denen zwei regelmäßig zum Gottesdienst läuten. Die dritte, eine kleine Zuckerhutglocke, erklingt nur zu Taufen.